# آندره کاپله

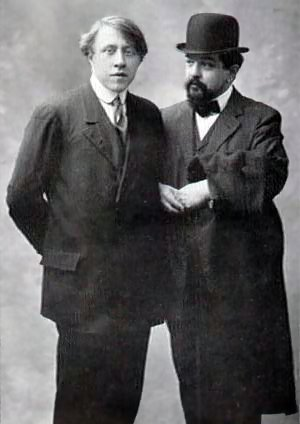
آندره کاپله و کلود دبوسی

 آندره کاپله (به فرانسوی: André Caplet) آهنگساز و رهبر ارکستر فرانسوی بود
وی در ۲۳ نوامبر ۱۸۷۸ در شهر لو آور به دنیا آمد و در ۲۲ آوریل ۱۹۲۵ در شهری در نزدیکی پاریس در گذشت.

## برخی از آثار
- کانتات « میرها Myrrha »
- سوئیت سمفونیک
- اتود سمفونیک
- تنظیم قطعه « گوشه بچه‌ها » اثر دبوسی برای ارکستر
- پنج نوازی برای فلوت، ابوا، کلارینت، باسون و پیانو

## شنیدن آثار
- deezer
- youtube